# جيراردو تشافيز
جيراردو تشافيز (بالإسبانية: Gerardo Chávez) هو فنان ورسام بيروفي، ولد في 1937 في تروخيو في بيرو.